# Миллер, Стэнли
Стэ́нли Ллойд Ми́ллер (англ. Stanley Lloyd Miller; 7 марта 1930 года, Окленд, Калифорния — 20 мая 2007 года, Нэшнл-Сити, Калифорния) — американский химик, специалист в области проблемы возникновения жизни. Получил известность благодаря участию в эксперименте Миллера — Юри, который он осуществил в 1953 году, будучи студентом Чикагского университета.
Эксперимент показал, что органические соединения (в том числе аминокислоты) теоретически могли формироваться из неорганических соединений в условиях древней Земли.
Тогда эти эксперименты стали сенсацией, и Миллер получил всемирную известность.
Член Национальной академии наук США (1973).

## Биография
Окончил Калифорнийский университет в Беркли (бакалавр наук), где обучался у Гарольда Юри. В 1954 году в Чикагском университете получил степень доктора философии (Ph.D.) по химии. Работал в Калифорнийском технологическом институте (1954-1955), пять лет учился в Колумбийском университете (колледж врачей и хирургов), после этого перешёл в  Калифорнийский университет в Сан-Диего.
Почётный профессор химии Калифорнийского университета в Сан-Диего.
В его честь Национальная академия наук США учредила медаль Стэнли Миллера.

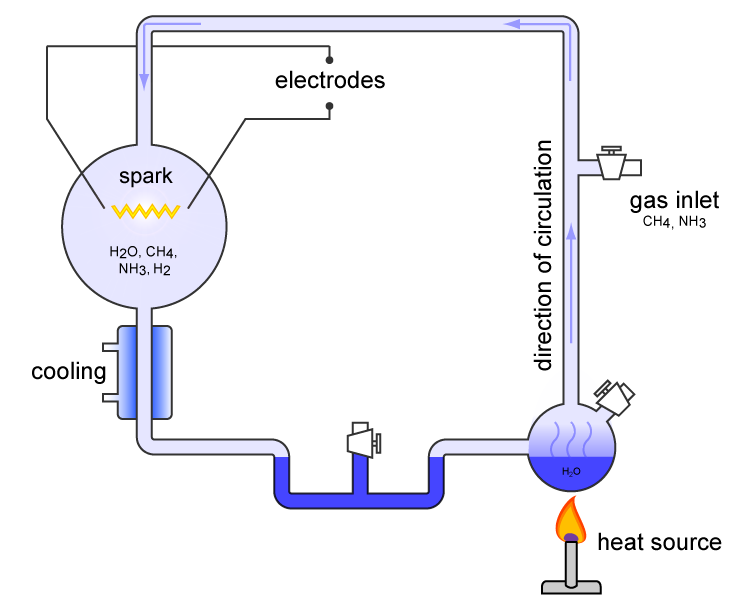
Схема установки, использовавшейся в эксперименте Миллера — Юри